# عود (عطر)

عود درجة أولى

العود (بالإنجليزية: Agarwood)، (بالبنغالية:আগর গাছ)، (الهندية:agar) و (الصينية:沉香木)، هو راتنج قاتم اللون موجود بقلب خشب نبات جنس العود (الاسم العلمي: Aquilaria) وهي أشجار دائمة الخضرة ومعمرة قد يصل ارتفاعها إلى عشرين متراً موطنها الأصلي جنوب شرق آسيا. ويحتوي العود على زيوت طيارة، تكونت بسبب إصابة الشجرة بنوع من العفن. حيث أنها قبل الإصابة يكون خشب قلب الشجرة خفيف نسبيا وشاحب اللون، وعند تقدم العدوى تنتج الشجرة الراتنج العطري القاتم اللون ردا على الهجوم، مما يجعل هذا الخشب كثيف جدا وداكن اللون. ويسمى هذا الراتنج بالعود، (وينبغي عدم الخلط بينه وبين 'البخور'). للعود قيمة عالية في العديد من الثقافات بسبب رائحته المميزة.

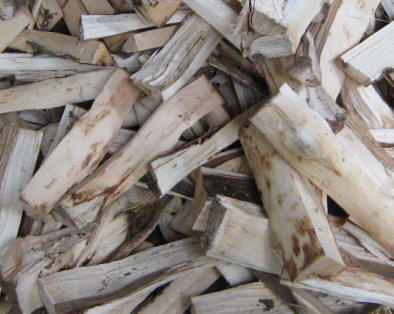
شجر عود غير مصاب، تفتقر للراتنج القاتم.

## أنواع أشجار أقويلاريا (Aquilaria) التي تنتج العود
الأنواع التالية من أشجار أقويلاريا تنتج العود:.
| - Aquilaria acuminata، توجد في توجد في بابوا غينيا الجديدة، اندونيسيا والفلبين - Aquilaria apiculata، توجد في الفلبين - Aquilaria baillonil، توجد في تايلاند وكمبوديا - Aquilaria banaensae، توجد في فيتنام - Aquilaria beccariana، توجد في إندونيسيا - Aquilaria brachyantha، توجد في ماليزيا - Aquilaria crassna ، توجد في كمبوديا، ماليزيا، تايلاند، لاوس وفيتنام - Aquilaria cumingiana، توجد في إندونيسيا وماليزيا | - Aquilaria filaria، توجد في غينيا الجديدة، جزر الملوك، ومينداناو (الفلبين) - Aquilaria grandiflora، توجد في الصين - عود شعري، توجد في تايلاند، إندونيسيا وماليزيا - Aquilaria khasiana، توجد في بنغلاديش والهند. - عود هندي، توجد في إندونيسيا، ماليزيا، لاوس، تايلاند، والهند - عود صغير الثمار، توجد في إندونيسيا وماليزيا - عود منقاري، توجد في ماليزيا - عود صيني، توجد في الصين ولاوس - Aquilaria subintegra، توجد في تايلاند |

يعرف «العود» السريلانكي باسم «والا باتا» (Wala Patta) وهو من أنواع Gyrinops walla .